# 1599
1599 (MDXCIX) byl rok, který dle gregoriánského kalendáře započal pátkem.

## Události
- 3. březen – František z Ditrichštejna se stává kardinálem
- 28. květen – František z Ditrichštejna je zvolen biskupem olomouckým
- konec října – František kardinál z Ditrichštejna přebírá správu olomoucké diecéze
- Tycho Brahe je Rudolfem II. pozván do Prahy
- Zikmund z Ditrichštejna vznesl obvinění ze zlehčování císařského majestátu a zrady proti Karlu staršímu ze Žerotína
- anglická armáda dobyla Cahir, jeden z největších irských hradů
- v Liberci začínají stavět honosnou radnici
- objeveny Pompeje
- Turci dobyli Topoľčany
- Třebíčí se prohnal ničivý požár, který zničil 113 domů.
- první zmínka o pěstování žampionů ve Francii
- Prahu postihla morová epidemie před kterou Rudolf II. utekl do Plzně.

### Probíhající události
- 1568–1648 – Osmdesátiletá válka
- 1568–1648 – Nizozemská revoluce
- 1585–1604 – Anglo-španělská válka
- 1590–1600 – Povstání Jang Jing-lunga
- 1593–1606 – Dlouhá turecká válka

## Narození
- 13. února – Alexandr VII., papež († 22. května 1667)
- 13. března – Svatý Jan Berchmans, vlámský jezuita, patron mládeže ( † 13. srpna 1621)
- 22. března – Anthonis van Dyck, vlámský barokní malíř († 9. prosince 1641)
- 23. března – Thomas Selle, německý barokní skladatel († 2. července 1663)
- 25. dubna – Oliver Cromwell, anglický lord protektor († 3. září 1658)
- 1. června – Alžběta Lukrécie Těšínská, těšínská kněžna († 19. května 1653)
- 6. června – Diego Velázquez, španělský malíř († 6. srpna 1660)
- 20. září – Kristián Brunšvický, halberstadtský luteránský biskup, vévoda brunšvicko-wolfenbüttelský, vojevůdce († 16. června 1626)
- 25. září – Francesco Borromini, italský architekt († 3. srpna 1667)
- 27. září – Robert Blake, britský admirál († 17. srpna 1657)
- 28. října – Marie od Vtělení Guyart, francouzská katolická světice († 30. dubna 1672)
- 11. listopadu
  - Ottavio Piccolomini italský generál, velitel tělesné stráže Albrechta z Valdštejna († 11. srpna 1656)
  - Marie Eleonora Braniborská, švédská královna († 18. května 1655)
- ? – Stefan Czarniecki, polský generál († 16. února 1665)
- ? – Mao Ťin, čínský nakladatel a spisovatel († 1659)

## Úmrtí
Česko
- 18. října – Daniel Adam z Veleslavína, český spisovatel a vydavatel (* 31. srpna 1546)
- ? – Brikcí z Cimperka, pražský zvonař (* 1535)

Svět
- 13. ledna – Edmund Spenser, anglický básník (* přibližně 1552)
- 22. února – García Loaysa y Girón, arcibiskup toledský (* 1534)
- 10. dubna – Gabriella d'Estrées, milenka, důvěrnice a snoubenka francouzského krále Jindřicha IV. (* 1570)
- 27. dubna – Tošiie Maeda, japonský generál 16. stol. (* 15. ledna 1539)
- 5. června – Josua Maaler, švýcarský farář a lexikograf (15. června 1529)
- 11. července – Motočika Čósokabe, japonský daimjó období Sengoku (* ? 1538)
- 4. listopadu – Pedro da Fonseca, portugalský teolog a filozof (* 1528)
- 29. prosince – Valerio Cigoli, italský renesanční sochař (* 1529)
- ? – Rumold Mercator, vlámský kartograf (* 1545)

## Hlavy států
- České království – Rudolf II.
- Svatá říše římská – Rudolf II.
- Rakouské arcivévodství – Rudolf II.
- Papež – Klement VIII.
- Anglické království – Alžběta I.
- Francouzské království – Jindřich IV.
- Polské království – Zikmund III. Vasa
- Uherské království – Rudolf II.
- Švédské království – Zikmund I. Vasa – Karel IX.
- Dánské království – Kristián IV.
- Neapolské království – Filip II. Španělský
- Rusko – Boris Godunov
- Osmanská říše – Mehmed III.
- Perská říše – Abbás I. Veliký